# Ременик
Ременик (лат. Daphne blagayana), или опутник, ликовац, је вишегодишња биљка, ниски пузави зимзелени грм до 30 центиметара висине из рода ловорика (Daphne), фамилије Thymeleaceae. Ременик има тамнозелене и сјајне кожасте и глатке листове, 3-6 cm дуге, обрнуто јајолике, спирално поређане попут розете. Плод је црвенкаста бобица. Кора је танка, кожаста, прве године зелена, а касније тамносмеђа. У кори и плодовима налазе се веома отровне материје (нпр. гликозид дафнин). Размножава се из семена и вегетативно. Вегетативно се шири изданцима који освајају терен испод саме површине тла, остајући повезани међу собом. Стабљика и кора ојачане су дугачким влакнима, па се стога тешко кидају и чупају. Својој жилавости дугује своје народно име.
Цветови су бели, збијени по двадесетак у главице окружене розетом листова, са карактеристичним дискретним мирисом. Ременик цвета веома рано, док се снег још потпуно не повуче, од марта до маја. На нашим планинама ременик је уз каћун први весник пролећа.

## Станиште и распрострањеност
Ременик је ендемична врста Балканског полуострва. Типично станиште ременика су планински пашњаци, делимично крашки терени и светле црногоричне шуме. Пење се до 1700 метара надморске висине.
Због своје ограничене распрострањености откривен је и описан релативно касно. Први га је описао немачки ботаничар Фрејер (Freyer 1837), након што је у Љубљани добио неколико убраних струкова ове биљке од свог познаника грофа Благаја, по коме је биљка добила своје научно име.
Данас је ременик на стаништима у Словенији законом заштићен као ретка угрожена врста. У Босни и Херцеговини, западној Србији и северној Црној Гори налази се већи број станишта, а описан је такође и у Румунији и Бугарској.
Због своје изузетне декоративности ременик је нашао примену у хортикултури.